# Отпад
Отпад, смеће или ђубре је сваки материјал који није пожељан по мерилима људи и који се зато на различите начине одбацује.

## Врсте отпада
Подела отпада може се извршити на неколико начина. Најчешће се као критеријум узима врста материјала од којег је одбачени предмет сачињен (лим, хартија, стакло, органски материјал...) што је погодно и за разврставање у циљу рециклаже. Такође, критеријум може бити и извор отпада (да ли је у питању домаћинство, фабрика, болница...) јер се на тај начин може увидети потенцијална опасност од одбаченог материјала у циљу што безбеднијег одлагања. Ово је посебно уочљиво код нуклеарног отпада. Постоје и други критеријуми за разврставање отпада.

Просечна породица у Европи баца око две тоне отпада годишње. Од тога:
| материјал      | процентни удео |
| хартија        | 33%            |
| органски отпад | 20%            |
| стакло         | 10%            |
| метал          | 8%             |
| пластика       | 7%             |
| тканине        | 4%             |
| остало         | 18%            |
| -------------- | -------------- |

## Значај
Са развојем цивилизације отпад постаје све важнији проблем. Само у Уједињеном Краљевству се годишње баци око 70 милиона тона отпада годишње, што износи више од тоне по глави становника. Отпад је загађивач ваздуха, воде и земљишта. За људе, отпад који се гомила представља опасност по здравље, не само тиме што поједине врсте отпада труле, већ и зато што представља извор хране за пацове, буве и друге преносиоце заразних болести. Отпад узрокује тзв. амбијентално загађивање јер ружи околину и непријатно мирише.

## Начини одлагања и решавања проблема отпада

### Депоније
Депоније су места где се одлаже отпад. Представљају најједноставнији, најјефтинији и тако и најзаступљенији начин одлагања отпада. Готово 80% отпада у Европи се одлаже на депонијама. Најпогоднији су кратери у земљи заостали од каменолома или рудника. Када се отпад постави у кратер, преко се наспе земља и на тај начин добијају слојеви. При овоме се води рачуна да кишница која дође у додир са отпадом не дође до река и тако их загади. Ипак, постоје и депоније које се не затрпавају земљом, али где се води рачуна да испуњавају неке услове (да не буду близу града, реке или подземне воде, да не буду на ветровитом месту и сл.). Депонија која не задовољава ове услове и није верификована од стране стручних служби назива се дивља депонија.

### Мелиоризација земљишта
Отпад затрпан испод слоја земље може да поспеши обрадивост земљишта, што значи да се ту могу садити биљке. Труљење отпада обезбеђује неопходне супстанце за развој биљака. Међутим, када отпад трули, тло временом може да се уруши, па се на тим местима не практикује подизање насеља. Такође, у неким случајевима отпад се меље и користи као ђубриво, при чему се води рачуна да такав отпад не садржи отровне састојке.

### Спаљивање отпада
Некада се отпад спаљује, што има за предност приметно смањивање количине ђубрета, а и пепео је чист и на њему нема патогених бактерија. Такође, у свету постоје фабрике за спаљивање отпада (Едмонтон код Лондона, Билефелд у Немачкој) које на тај начин производе електричну енергију. На неким местима, отпад се меље и претвара у чврсто гориво, те користи уместо угља. Ипак, овакве фабрике за спаљивање отпада су скупе, а дим који испуштају загађује ваздух.

### Рециклажа
Све популарнија метода за решавање проблема отпада је рециклажа. Процењено је да око 60% материјала који се одбаци може поново да се употреби. Рециклажа је погодна не само зато што смањује количину отпада већ и зато што смањује утрошак сировина и горива, али и смањује загађивање. Једна тона сакупљеног и рециклираног папира спасава од сече око 17 стабала просечне величине. Такође, рециклажом ове количине папира уштеди се око 32.000 литара воде и око 4.200 kW електричне енергије.